# Roni Porokara
Roni Porokara (* 12. Dezember 1983 in Helsinki) ist ein ehemaliger finnischer Fußballspieler.

## Karriere

### Vereine
Roni Porokara begann seine Karriere beim FC Jokerit, für den er ohne Einsatz blieb. Im Jahr 2003 spielte er als 20-Jähriger seine erste Profisaison in Finnland beim FC Hämeenlinna. Nachdem der Verein am Saisonende 2004 in die Ykkönen abgestiegen war, wechselte Porokara zum Ligakonkurrenten FC Honka Espoo. Mit dem neuen Verein, der in der zweitgrößten Stadt Finnlands Espoo beheimatet ist, konnte er bereits im ersten Jahr mit der Mannschaft um Spieler wie Hannu Haarala, Ville Jalasto, Hannu Patronen, Joel Perovuo und Hermanni Vuorinen den Aufstieg in die Veikkausliiga perfekt machen. Nach zwei vierten Plätzen in der Meisterschaft 2006 und 2007 und 24 Toren in 76 Ligaspielen wechselte Porokara zum Örebro SK in die Allsvenskan. Nach drei Saisons in Schweden unterschrieb er anschließend einen Kontrakt beim siebenfachen belgischen Meister Beerschot AC. Im Sommer 2012 wechselte er nach Israel zu Hapoel Ironi Kirjat Schmona, kam dort allerdings nur dreimal zum Einsatz, sodass er den Klub bereits nach einem halben Jahr wieder verließ. Er fand im FC Honka Espoo, wo er zwischen 2005 und 2007 spielte die nächste Station in seiner Karriere. Nach einem kurzen Intermezzo bei HJK Helsinki und einer erneuten Rückkehr zum FC Honka Espoo, beendete Porokara Ende 2015 seine Karriere.

### Nationalmannschaft
Im Jahr 2005 kam Porokara einmal in Finnlands U-21 zum Einsatz. Im Mai 2006 folgte unter Nationaltrainer Roy Hodgson das Debüt in der finnischen Nationalmannschaft im Länderspiel gegen Schweden, nachdem er für Joonas Kolkka eingewechselt worden war. Das Premierentor im Trikot Finnlands erzielte Porokara im Februar 2009 bei einer 1:5-Niederlage gegen Japan in Tokio, als er zum zwischenzeitlichen 1:3 traf. Neben Einsätzen in der Qualifikation für die Weltmeisterschaft 2010 und in der Qualifikation für die Europameisterschaft 2012 kam er auch im Baltic Cup 2012 und King’s Cup zu Länderspielen.

## Erfolge
Mit dem FC Honka Espoo
- Ykkönen: 2005